# Circle D-KC Estates
Circle D-KC Estates és una concentració de població designada pel cens dels Estats Units a l'estat de Texas. Segons el cens del 2000 tenia 2.010 habitants.

## Demografia
Segons el cens del 2000, Circle D-KC Estates tenia 2.010 habitants, 772 habitatges, i 561 famílies. La densitat de població era de 83,7 habitants per km².
Dels 772 habitatges en un 33,7% hi vivien nens de menys de 18 anys, en un 61% hi vivien parelles casades, en un 7,1% dones solteres, i en un 27,3% no eren unitats familiars. En el 22,2% dels habitatges hi vivien persones soles el 5,2% de les quals corresponia a persones de 65 anys o més que vivien soles. El nombre mitjà de persones vivint en cada habitatge era de 2,6 i el nombre mitjà de persones que vivien en cada família era de 3,02.
Per edats la població es repartia de la següent manera: un 26,1% tenia menys de 18 anys, un 5,3% entre 18 i 24, un 33,1% entre 25 i 44, un 27,1% de 45 a 60 i un 8,4% 65 anys o més.
L'edat mediana era de 39 anys. Per cada 100 dones de 18 o més anys hi havia 97,1 homes.
La renda mediana per habitatge era de 52.983 $ i la renda mediana per família de 60.313 $. Els homes tenien una renda mediana de 40.000 $ mentre que les dones 30.595 $. La renda per capita de la població era de 22.996 $. Cap de les famílies i l'1,3% de la població estaven per davall del llindar de pobresa.

## Poblacions més properes
El següent diagrama mostra les poblacions més properes.